# Ed Lauter

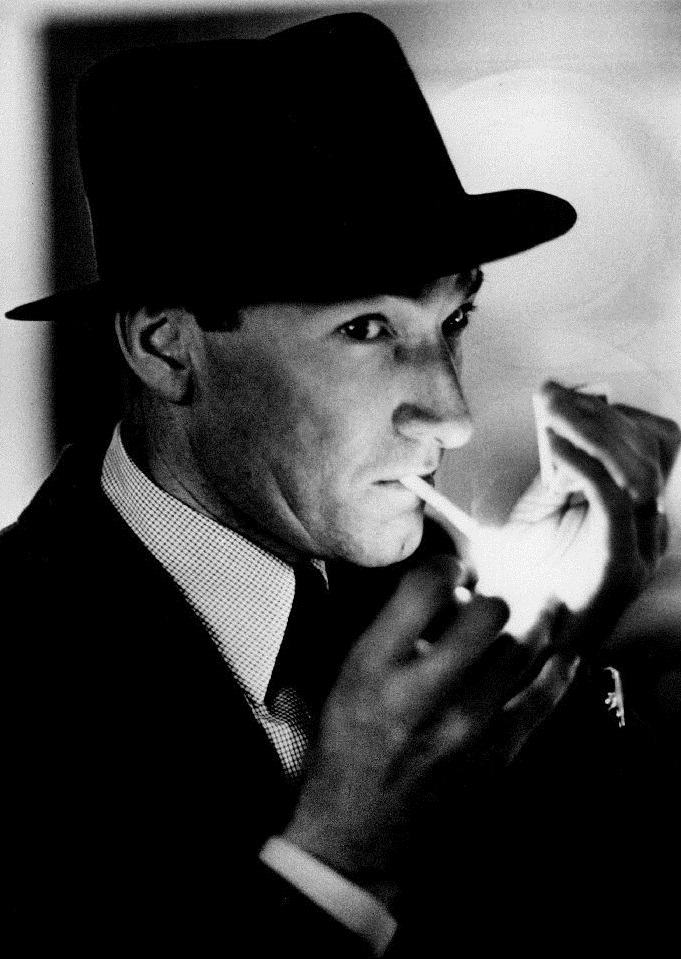
Ed Lauter

Ed Lauter (* 30. Oktober 1938 als Edward Matthew Lauter II in Long Beach, Long Island, New York; † 16. Oktober 2013 in Los Angeles) war ein US-amerikanischer Schauspieler.

## Karriere, Leben
Lauter absolvierte nach seinem Studium, das er mit einem Bachelor abschloss, eine Schauspielausbildung an der Herbert Berghof School. Vor seiner Schauspielkarriere trat er als Stand-up-Comedian auf. 1970 hatte er sein Debüt am Broadway im Stück Die große weiße Hoffnung (The Great White Hope). Im Jahr darauf erhielt er erste Engagements beim Fernsehen, er spielte kleine Nebenrollen in den Serien Mannix und Cannon. 1972 hatte er sein Kinodebüt in Der Todesritt der glorreichen Sieben, der Fortsetzung von Die glorreichen Sieben.
Während der weiteren 1970er Jahre war Lauter Gast in den Fernsehserien Die Waltons, Die Straßen von San Francisco, Drei Engel für Charlie und Kojak – Einsatz in Manhattan. Kinorollen hatte er außerdem unter anderem in French Connection II, King Kong und in Alfred Hitchcocks letztem Film Familiengrab. Zweimal spielte er während dieser Zeit an der Seite von Charles Bronson, in Nevada Pass und Der weiße Büffel. 1975 hatte er eine Hauptrolle an der Seite von Burt Reynolds in Robert Aldrichs Oscar-nominiertem Film Die härteste Meile und später eine Gastrolle in der Neuverfilmung von 2005.
Auch in den 1980er Jahren trat Lauter regelmäßig in Fernsehserien auf, darunter in Simon & Simon, Das A-Team, Miami Vice und in Mord ist ihr Hobby. Zu seinen Kinofilmen gehörten außerdem die Stephen-King-Verfilmung Cujo, Was für ein Genie und Der City Hai. Er drehte zudem zwei weitere Filme mit Charles Bronson, Yukon und Death Wish III – Der Rächer von New York. Ausgangs der 1980er Jahre hatte er eine Nebenrolle in Geboren am 4. Juli.
Anfang der 1990er Jahre folgte eine weitere Stephen-King-Verfilmung, die Mini-Serie Stephen Kings Schöne Neue Zeit. Wie in den vorhergegangenen Jahrzehnten hatte er auch zahlreiche Fernsehengagements, darunter in Raumschiff Enterprise: Das nächste Jahrhundert, Akte X – Die unheimlichen Fälle des FBI und in Walker, Texas Ranger. Zu seinen Kinorollen zählten unter anderem Auftritte in Rocketeer, Nach eigenen Regeln sowie in Wagons East!.
Ab 2000 hatte Lauter Kinorollen in Filmen wie Thirteen Days, Number 23 und Ricky Bobby – König der Rennfahrer sowie Fernsehrollen unter anderem in CSI: Den Tätern auf der Spur, Charmed – Zauberhafte Hexen und in JAG – Im Auftrag der Ehre. Zwischen 1998 und 2002 hatte er eine wiederkehrende Nebenrolle als Feuerwehrhauptmann in der Serie Emergency Room – Die Notaufnahme.
Lauter war verheiratet und hatte vier Kinder.
Am 16. Oktober 2013, zwei Wochen vor seinem 75. Geburtstag, starb Lauter an einem Mesotheliom, einer seltenen Form von Krebs, die fünf Monate zuvor im Mai diagnostiziert worden war.

## Filmografie (Auswahl)
- 1972: In schlechter Gesellschaft (Bad Company)
- 1972: Der Todesritt der glorreichen 7 (The Magnificent Seven Ride!)
- 1973: Der letzte Held Amerikas (The Last American Hero)
- 1973: Unternehmen Staatsgewalt (Executive Action)
- 1974: Die härteste Meile (The Longest Yard)
- 1974: Der Mitternachtsmann (The Midnight Man)
- 1975: Nevada Pass (Breakheart Pass)
- 1975: French Connection II
- 1976: Familiengrab (Family Plot)
- 1976: King Kong
- 1976: Drei Engel für Charlie (Charlie’s Angels, Folge 1x22: „Tödliche Massage“)
- 1977: Der weiße Büffel (The White Buffalo)
- 1979: Ein Mann kämpft allein (The Jericho Mile, Fernsehfilm)
- 1981: Yukon (Death Hunt)
- 1982: Unter den Augen der Justiz (In the Custody of Strangers)
- 1982: Timerider – Das Abenteuer des Lyle Swann
- 1983: Cujo – Regie: Lewis Teague
- 1983: Hardcastle & McCormick (Pilotfilm)
- 1983: Eureka
- 1983–1984: Das A-Team (The A-Team, Fernsehserie, zwei Folgen)
- 1984: Lassiter
- 1984: Kampf um Yellow Rose (The Yellow Rose, Fernsehserie, 1 Folge)
- 1985: Death Wish III – Der Rächer von New York (Death Wish III)
- 1985: Girls Just Want to Have Fun
- 1986: Flucht in Ketten (The Defiant Ones)
- 1986: Der City Hai (Raw Deal)
- 1986: Bodycheck (Youngblood)
- 1987: Die Supertrottel (Revenge of the Nerds II: Nerds in Paradise)
- 1989: Geboren am 4. Juli (Born on the Fourth of July)
- 1990: My Blue Heaven
- 1991: Rocketeer (The Rocketeer)
- 1993: Akte X – Die unheimlichen Fälle des FBI (The X-Files, Fernsehserie, Folge 1x9)
- 1993: True Romance
- 1994: Wagons East!
- 1995: Leaving Las Vegas
- 1996: Nach eigenen Regeln (Mulholland Falls)
- 1998: A Bright Shining Lie – Die Hölle Vietnams (A Bright Shining Lie, Fernsehfilm)
- 1998: Django – Ein Dollar für den Tod (Dollar for the Dead)
- 1998–2002: Emergency Room – Die Notaufnahme (ER, Fernsehserie, 6 Folgen)
- 2000: Thirteen Days
- 2001: Nicht noch ein Teenie-Film (Not Another Teen Movie)
- 2004: Starship Troopers 2: Held der Föderation (Starship Troopers 2: Hero of the Federation)
- 2004: Seabiscuit – Mit dem Willen zum Erfolg (Seabiscuit)
- 2005: Spiel ohne Regeln (The Longest Yard)
- 2006: Seraphim Falls
- 2006: The Lost
- 2007: Number 23 (The Number 23)
- 2008: Cold Case – Kein Opfer ist je vergessen (Cold Case, Fernsehserie, Folge 6x7)
- 2011: The Artist
- 2012–2013: Shameless (Fernsehserie, 4 Folgen)
- 2014: Warte, bis es dunkel wird (The Town That Dreaded Sundown)